# إيثان كارتر الثالث
مايكل هوتر , (ولد في 18 مارس 1983), مصارع أمريكي محترف، يصارع حاليا في اتحاد TNA تحت أسم إيثان كارتر III , وقد كان يصارع في اتحاد الدبليو دبليو أي تحت اسم ديريك باتمان، وقد كان في عرض OVW (أوهايو فالي ريسلنغ) وعرض FCW (فلوريدا شامبيون شيب ريسلنغ) وعرض NXT (نيكست بريكاوت سوبرستار), وقد فاز ببطولة FCW للفرق مع جوني كورتس، وشارك في الموسم الرابع والخامس من ان اكس تي.

## مسريته في المصارعة الحرة

### البدايات
هوتر بدأ مسيرته في كليفلاند يتصارع، وصارع في سلسلة من المباريات في أوهايو بعد ظهوره هناك، وصارع فينس نوثنغ وانتهت المباراة بدون نتيجة في عرض Absolute Intense Wrestling في يوم 12 أكتوبر 2006 , وصارع في عرض Pro Wrestling Ohio (أوهايو برو ريسلنغ) وظهر أول مرة على التلفاز في الحلقة التاسعة من العرض كصديق ل أم دوج20 , تحت اسم ديفاينت مايكل هوتر، ودخل في عداء مع جوش بروبتون وجوني جارجانو، وفي الحلقة 13 أتحد مع جيسون بانا ليهزمهما في مباراة فرق، ظهر اخر مرة عندما خسر ضد بروبتون في مباراة على PWO Heavyweight Championship (بطولة بي دبليو أو).

### الدبليو دبليو أي
في يوم 24 يونيو ظهر هوتر أول مرة في العرض التمهيدي لعرض الرو عندما تحالف مع كريس كرونس وخسرا ضد فيسكارا وتشارلي هاز، وظهر أيضا في أغسطس 2006 على هيئة ضابط شرطة جاء مع فينس مكمان لأعتقال فرق دي جنريشن اكس.

### اوهايو فالي ريسلنغ
ظهر هوتر أول مرة في مارس 2007 في عرض اوهايو فالي ريسلنغ عندما خسر ضد توني برادوك في مباراة دارك وكان مستخدما اسمه الحقيقي، قبل تغير اسمه إلى مايك هوتر، وقد ظهر في العديد من مباريات دارك عندما شكل تحالفا مع كل من كريس كيج ونيك نميث وخسروا ضد فلاديمر كوزلوف وومايك كرول وبورس اليكسف في مباراة ست رجال، قبل ان يخسر ضد موندو مرة أخرى، وفي يوم 25 ابريل على شاشة التلفاز اتحد هوتر مع تي جي دالتون وجيم أوليفينسا ليهزموا بات بوك وجوني بونتش وبرادوك في مباراة ست رجال، وخسر ضد ديل الكتريسو في مباراة دارك في يوم 2 مايو، وفي مايو خسر ضد انثوني بولاسكي في مباراة دارك وخسر ضد دان رودمان، وفي يوم 23 مايو تعرض للهجوم من قبل كوزلوف وكرول ومستر سترونج وكان اخر ظهور له في أوهايو فالي ريسلنغ وقد شارا بمبارة جاونتليت للحصول على فرصة على حزام الولايات المتحدة الأمريكية لكنه لم يفلح 

و في يوم 27 يونيو شارك هوتر في عرض Derby City Wrestling , عندما تحالف مع اورسيس ليفوزا في مباراة فرق ثنائية من نوع دارك ماتش، وفي يوم 9 ديسمبر شارك في عرض ديستروي ايرس امروف، وشارك في مباراة ست رجال في بطولة، وقد استمرت البطولة تسعة أشهر، وظهر اخر مرة في يوم 13 ديسمبر 2008.

### فلوريدا شامبيون شيب ريسلنغ
ظهر هوتر أول مرة في اف سي دبليو بيوم 9 فبراير 2009 , تحت اسم مايك هوتر، وخسر ضد درو ماكنتاير، وفي يوم 19 فبراير غير اسمه إلى ديريك باتمان، واصبح إبراهام واشنطون مدير أعماله، عندما تحالف مع لينوكس مكينرو وخسروا ضد سكوتي جولدمان ودي جاي غابريل وفي يوم 26 فبراير خسر هوتر وواشنطون وتريسا ديلتا خسروا ضد بريت ديبياسي، مافيريك دارسو وتانك موليجان في مباراة ست رجال، في مارس هو ودايلون كلين خسروا ضد كافو وسويت باب سانشيز في مباراة فرق ثنائية، وفي أبريل أصبح اسمه أيجينت D (العميل دي), كعضو من فريق واشنطون مع كل من أيجينت T وأيجينت C , ولكنه عاد إلى اسمه في يونيو ليخسر ضد دي جاي غابريل 

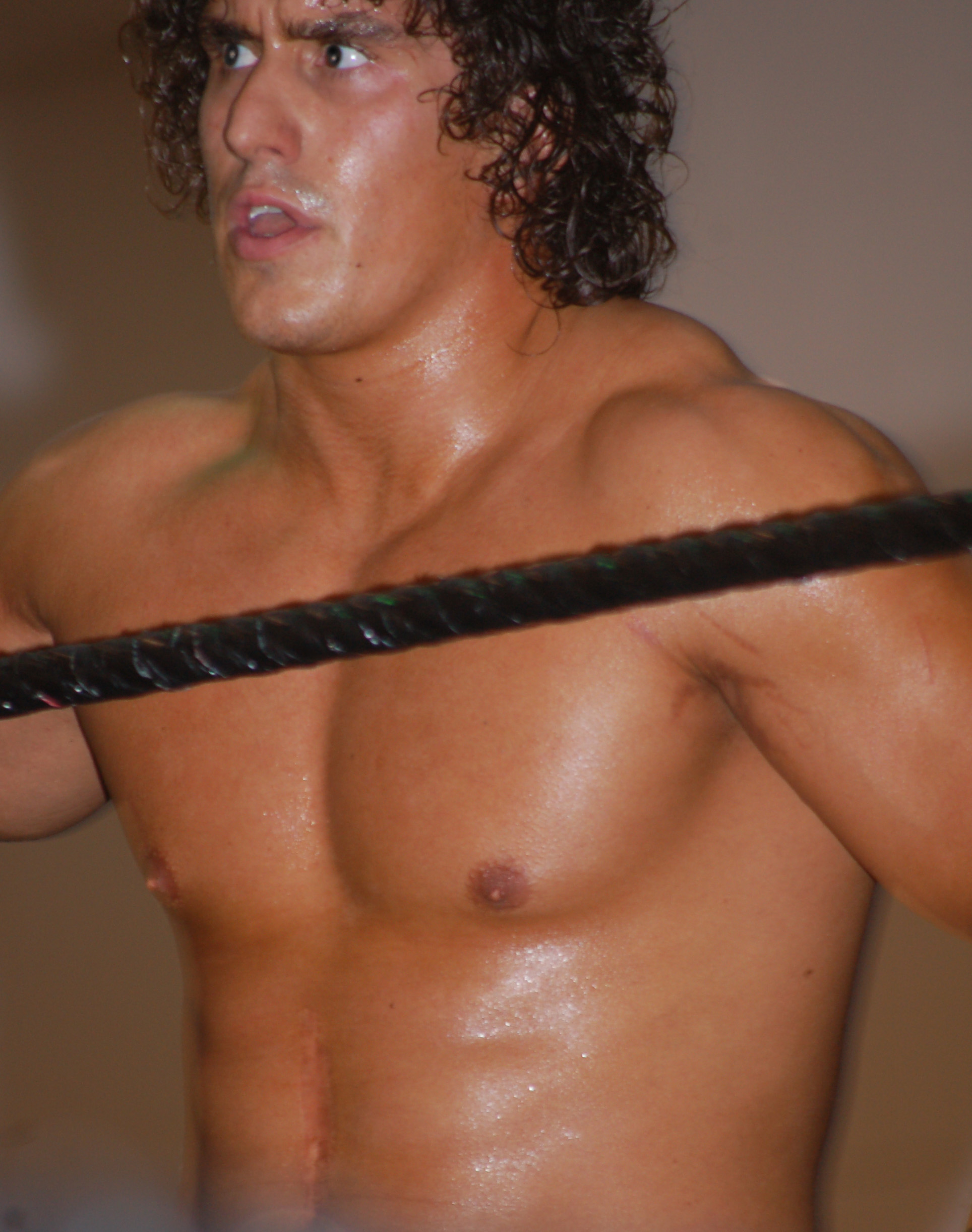
باتمان في اف سي دبليو سنة 2010

و بعد اخفاء عاد باتمان إلى اف سي دبليو في عام 2010 , وتحالف مع آدم هندرسون ليخسرو ضد الاخوة روتاندو (بو ودوك), وفي مارس خسر ضد ريكي ستمبوت وجوي هينينغ في مباريات فردية، وجوني برايم وأورلاندو كولون وأنكوغنتو في مباراة 6 رجال، وبعدها هزم رودي باركر، وأصبح يخسر ضد سكيب شيفليد ومايسون ريان وبيرسي واتسون وويس بريسو وأخيرا أيل كوتنوود خلال عدة أشهر، وفي منصف عام 2010 شكل فريقا يدعى الرجال الوسيمون مع ليو كروغرو لم يتمكنوا من الفوز على لوس أفيدروس على بطولة اف سي دبليو للفرق الثنائية، في يوم 2 يوليو، وتفكك الفريق بسرعة بعد ان هزم كروغر باتمان في يوم 29 يوليو، وفي يوم 12 أغسطس تحالف هوتر مع جوني كورتس ليفوزا ببطولة اف سي دبليو للفرق الثنائية عبد هزيمة دوني مارلو وبرودس كلاي ولوس افيدروس في مباراة ثلاث فرق، ونجحا في الدفاع عن الاحزمة ضد لوس افيدروس، مارلو وكلاي، والاخوة دود، وبعد ثلاثة أشهر خسرا الاحزمة ضد ويس بريسكو وأكزافيير وودز في يوم 4 نوفمبر.

### ان اكس تي
في نهائيات الموسم الثالث تم اعلان عن مشاركة باتمان في الموسم الرابع، وان يكون دانيال براين هو المشرف عليه، وظهر أول مرة في يوم 7 ديسمبر عندما تحالف مع دانيال براين وخسروا ضد كونر والبيرتو دل ريو في عرض ان اكس تي، وكانت أول مباراة فردية له في يوم 14 ديسمبر لكنه خسر ضد ديل ريو بالأخضاع، وبعد شهر أصبح باتمان أحد اخر ثلاث مشاركين في الموسم، ولكنه اقصي في يوم 22 فبراير 2011 من عرض ان اكس تي، ولكنه عاد في يوم 1 مارس وتحالف مع كونر وتمكنا من الفوز على بايرون ساسكتون وجيكوب نوفاك، وظهر أيضا في سماكداون حيث كان داميان سانداو يستعد لأول مباراة له ولكن سانداو رفض قتاله ولكن باتمان واجه رايباك ودمر 

شارك باتمان بعدها في الموسم الخامس من ان اكس تي، كمصارع مبتدئ في المنافسة، وفي يوم 27 يونيو 2011 عرض ان اكس تي عاد المشرف على تدريبه دانيال براين، وأصبح باتمان مصارعا شريرا ووغدا، وبعد ان قال براين ان باتمان كان احمقا، ودخل في شهر يوليو في عداء مع تايتو اونيل ودخلا في سلسلة مباريات وفازا وخسرا، وفي أغسطس ظهرت ماكزين حبيبت باتمان وصديقته التي يحبها، وبدات هي العداء مع صديقة تايتوس أي جاي لي، خسر باتمان وماكزين ضد تايتوس واي جاي، في يوم 6 سبتمبر، وفي يوم 26 أكتوبر القى باتمان اللوم على ماكزين مما ادى إلى صفعه ومن ثم تقبيله لشدة حبها له، وفي يوم 2 نوفمبر قاما بتسمية فريقهما بأسم (بيتاماكس) وأقيمت مباراة ثلاثة ضد ثلاثة حيث خسر باتمان وماكزين وجي تي جي ضد تايتوس واي جي مع بيرسي واتسون 

و في يوم 9 نوفمبر في عرض NXT Redemption , ماكزين اخبرت باتمان بأنها مع صديقه السابق جون كورتس قد تواعدا، وشكلوا لاحقا فريقا تلك الليلة وتمكنوا من هزيمة اونيل وواتسون، وفي يوم 7 ديسمبر تمكن باتمان من الفوز على كورتيس، وبعد المباراة حاول باتمان العودة إلى ماكزين ولكنها كانت تظن انه يغازل امها، وبعد ان فاز باتمان على كورتيس مرة أخرى في يوم 28 ديسمبر قامت ماكزين بتقبيل كورتس لتغيض باتمان، وفي يوم 4 يناير خسر باتمان ضد داريت يونغ بعد الهاء من كورتس وماكزين حيث قالا بأنهما سيتزوجان في لوس فيغاس، وبعدها قام باتمان بمقاطعة حفل زفاف ماكزين وكورتس حيث ان اضهر فديو ان كورتس قد جهاز الايباد الخاص بباتمان وارسل ايميل إلى ثيودر لونغ ليرسل ماكزين إلى عرض السماكداون 

و في يوم 15 فبراير تمكن باتمان مع جاستين غابريل من الفوز على هيث سلايتر وجوني كورتيس، وبعدها قام بانقاذ صديقته كاتلين من ماكزين، وبعد أسبوعين وقعت كاتلين في حب باتمان وقامت بتقبيله، وبعدها هاجمت ماكزين كاتلين، وفي يوم 14 مارس 2012 كان باتمان يتكلم مع جوني كورتس وماكزين واخبرهما انه هو وكاتلين مخطوبان بعد ان قامت بتقبيله، وفي يوم 21 مارس باتمان وكاتلين كانا خلف الكواليس مع تامينا يتكلمون حول خطبة باتمان لكاتلين، وفي يوم 28 مارس خسر باتمان ضد هونيكو، وفي يوم 25 أبريل تعرض باتمان للهجوم من قبل جي تي جي، وبعدها هزمه بمباراة فردية، وفي يوم 4 مايو عاد باتمان إلى سماكداون وواجه رايباك وخسر بسهولة، وفي يوم 9 مايو تعرض باتمان للهجوم من قبل شخص غير معروف، وبعدها اتحد باتمان مع بيرسي واتسون وهزموا جاستين غابريل وجوني كورتيس عدوه السابق، وفي يوم 8 يونيو في سماكداون واجه باتمان برودس كلاي ولكنه خسر بسهولة، وفي 13 يونيو اتحد مرة أخرى مع بيرسي واتسون وخسروا ضد تايلر ريكس وكورت هوكينز 

و بعد ان تم الدمج بين ان اكس تي وفلوريدا شامبيون شيب ريسلنغ، بقي باتمان يظهر في ان اكس تي وتمكن من الفوز على جوني كورتيس مرة أخرى، وفي يوم 27 أكتوبر قام بمنافسة بطل الولايات المتحدة الأمريكية أنطونيو سيزارو ولكنه خسر، وشارك مع أليكس رايلي في بطولة فرق لكنهما اقصيا، وكانت اخر مباراة لباتمان ضد بطل الآن اكس تي بيج إي وخسرها وتعرض للتدمير، وفي 17 مايو 2013 انتهى عقد هوتر مع الدبليو دبليو أي.

## اتحاد التي ان أي

### سلسلة الأنتصارات (2013 - 2015)
ذهب هوتر إلى اتحاد التي أن أي وبدأ يصارع في مباريات الدارك، قبل ان يخسر في مباراة ضد جي برادلي في 26 سبتمبر، وأعلن اتحاد التي ان أي عن موهبة جديدة وهو إيثان، وبعدها وقع عقدا مع اتحاد TNA (توتال نونستوب أكشين ريسلنغ) وبدأ يظهر تحت اسم إيثان كارتر III أو كما يسمى بEC3 (أي سي ثري) 

و في يوم 20 أكتوبر ظهر لأول مرة في عرض Bound for Glory وتمكن من الفوز على الجوبر نورف فيرنوم، تمكن كارتر في يوم 24 أكتوبر في عرض إمباكت ريسلنغ من الفوز على جوبر ثاني يدعى دوي بارنيس، وفي يوم 21 نوفمبر في عرض Impact Wrestling: Turning Point الحلقة الخاصة تمكن من الفوز على شارك بوي، وبعدها خاض كارتر مباريات مع جوبر اخرين، وكذلك اساطير التي اني أي مثل كوري مان أو الحكم إيرل هابنير، وفي يوم 12 ديسمبر قام المصارع ستينغ بمقاطعة كارتر، وأدخله في مبارات فيست أور فايرد وقام بكسر أحد الحواجز، مما جعله يحصل على فرصة مستقبلية على بطولة تي ان أي للفرق الثنائية، وفي يوم 26 ديسمبر تحالف كارتر مع ذا برومانس (جيسي وروبي إي) وركوستر سبود، في مباراة 4 ضد 2 هاندكاب ضد ستينغ وجيف هاردي وتمكن كارتر من تثبيت ستينغ، وفي يوم 2 يناير تحدى كارتر ستينغ في مباراة في حلقة mpact Wrestling: Genesis , المباراة التي تمكن كارتر من الفوز بعد مساعدة من الحكم الخاص ماجنوس وروكستر سبود، وفي يوم 6 فبراير قام كارتر بمهاجمة كرت أنغل لينقذ ماجنوس من الخسارة على يد انغل بالأخضاع، وقام بمهاجمة انغل على ركبته اليسرى، ليؤدي إلى اصابته، وفي الاسبوع التالي خسر كارتر ضد جونر 

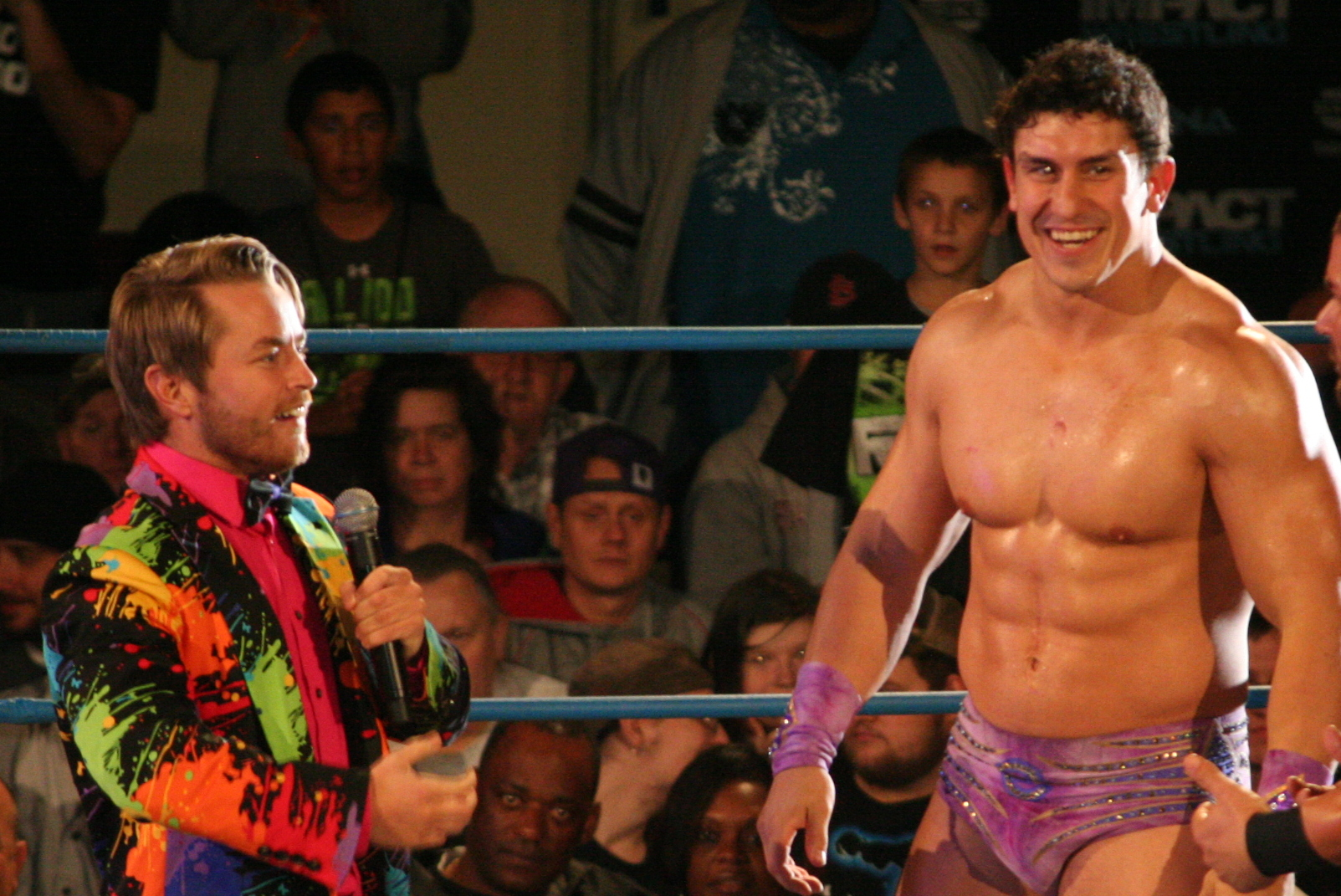
إيثان كارتير III في ابريل 2014

و في يوم 30 يناير تمكن ساموا جو وكرت انجل من الفوز على بطلا تي ان أي ماجنوس وإيثان كارتر III , وفي يوم 6 فبراير خاض انجل مباراة ضد ماجنوس وفاز بواسطة الاقصاء عندما هوجم من قبل EC3 , وفي يوم 27 فبراير أنضم انغل إلى قاعة تي ان أي للمشاهير ولكن أثناء المراسيم قاطعهم كارتر وبدأ يسب انغل وقال انه مصاب ويجب ان يتقاعد، ولكن انغل هاجمه وتحداه في مباراة في لوكداون، وفي يوم 7 مارس قام انغل بمهاجمة كارتر مرة أخرى، وبعدها تم اعن ان انغل لن يشارك في لوكداون بسبب مهاجمته لكارتر، وفي يوم 9 مارس في عرض لوكداون اجاب بوب لايشلي عن تحدى كارتر المفتوح وذلك لأن انغل لم يتمكن من مواجهة كارتر بسبب الإصابة، على اية حال المباراة انتهت بدون نتيجة، وبعدها بأسبوع خاض كارتر ولايشلي مباراة رد أخرى وفاز كارتر بالأقصاء نتيجة لتدخل ولو، وبعدها بدأ عداء بين كارتر وروكستر بود ضد ولو يبحثان عنه، ولكنهما تعرضا للهجوم من قبل ولو، وفي مهرجان سكرفايس (الضحية) خسرا ضد ولو وكرت انغل العائد من الأصابة، وفي يوم 8 مايو تمكن كارتر من الفوز على انغل، اثناء المباراة اصابة انغل عادة مما سمح لكارتر بالفوز عليه، وبعد العداء مع انغل بدأ كارتر عدائه مع بولي راي، الذي وضع عمه ديكسي كارتر على طاولة بعد المباراة، كنتيجة أقيمت مباراة بين كارتر وراي، وتمكن كارتر من الفوز بعد مساعدة من عمه ديكسي كارتر وروكستر سبود، وظهر كارتر في طوكيو في  اليابان في يوم 6 يوليو 2014 عندما شكل فرقا مع زميله روكستر سبود اثناء مباراتها، ولكنهما خسر ضد تاجيري ويوسوكي كوداما، وفي يوم 3 يوليو هزم كارتر بولي راي في مباراة طاولات، بعد تدخل راينو الذي ساعد كارتر، مما ادى لى تحدي راي لكارتر وراينو وروكستر سبود في مباراة ست رجال هارديكور مع وجود ديفون وتومي دريمار كزميليه، وتمكن فريق أي سي 3 من الفوز بعد تدخل جيني سنتسكي ورايكلون، وفي يوم 7 أغسطس في عرض امباكت خسر كل من كارتر وراينو وسنتسكي ورايكلون خسروا جميعا في مباراة ثمان رجال هارديكور ضد فريق 3D وآل سنو مع تومي دريمار، وبعدها قام بولي راي برمي ديكسي كارتر على طاولة مرة أخرى، والقى أي سي 3 اللوم على راينو على ما جرى، وقام أي سي 3 بمهاجمة راينو، وخسر بعدها كارتر أول مباراة فردية له لكن بواسطة الأقصاء بعد ان ضرب راينو بكرسي حديدي، وحاول ركوستر ايقاف كارتر من ضرب راينو من الكرسي مما ادى إلى تلقي ضربه على وجهه بالكرسي من كارتر مم اسبب مشاكل بينهما 

و في وم 8 أكتوبر تغير روكسترالى محبوب بعد ان قام بصفع كارتر على وجهه، وفي يوم 12 أكتوبر في عرض باوند أوف غلوري 2014 في طوكيو تمكن كارتر من الفوز على مصارع السومو ريتوا هاما وأكمل عاما كام بدون خسرا منذ ظهوره الأول في تي ان أي، وفي يوم 15 أكتوبر ظهر حارس كارتر الشخصي المصارع الضخم تايرس، وبعدها دخوا بطولة تي ان اى لتحديد المنافس الأول على احزمة تي ان أي للفرق وفازا على إيريك يونغ وروكستر سبود في الجولة الأولى ولكنهما خسر ذا هارديز في يوم 29 أكتوبر في عرض إيمباكت ريسلنغ حيث قام مات هاردي بتثبيت تايرس، وفي يوم 31 ديسمبر وقع هوتر عقدا مع تي ان أي مرة أخرى لبضعة سنوات، وأستمر العداء بين كارتر وروكستر سبود مما ادى إلى مباراة شعر ضد شعر وتمكن كارتر من الفوز، وبعد المباراة اضهر كارتر احترام لسبود وقام بمصافحته ولكنه هاجمه من الخلف وقام كارتر بحلق شعر سبود في يوم 31 يناير 2015.

### بطولة تي ان أي للوزن الثقيل
بعد ان تمكن كارتر من الفوز على مستر اندرسون ليصبح المنافس الأول على بطولة تي ان أي للوزن الثقيل، فاز كارتر على كرت انجل في عرض إيمباكت ريسلنغ في يوم 25 يونيو ليصبح بطل تي ان أي للوزن الثقيل لأول مرة في مسيرته.

## الحياة الشخصية
هوتر يشارك في Zumba نوع من أنواع الرقص اللاتيني، ولدى هوتر صديقة تدعى ناتيلي وهي مصممة رسوم وكانا معا لمدة ست سنوات.

## في المصارعة
الحركات القاضية
- على هيئة إيثان كارتر III
- وان بيرسنتر (هيدلوك درايفر)
- على هيئة ديريك باتمان
- ديفيانت
- مانتاستيك (هيدلوك درايفر)

الحركات الخاصة
- سوبلكس باطن لبطن
- ركلة مزدوجة بالركبة
- دروبكيك (ركلة جوية)
- فلابجاك
- أس تي أو
- نورثين لايتس سوبليكس (أضواء نورثين)
- كسر الرقبة
- أنزلاق القدم الروسية
- قفزة سوايد

مدارء أعماله
- دانيال براين
- كاتلين
- روكستر سبود
- ديكسي كارتر
- راينو

أدار أعمالهم
- دارين يونغ
- كاتلين

أسماء يشتهر بها
- ذا ديفيانت
- بيتاماكس (عندما كان مع ماكزين)
- كايتيمان (عندام كام مع كاتلين)
- أي سي 3 (EC3)
- الشعار الجديد للمصارعة الحرة
- شعر الهارديكور الأمريكي
- أعظم أبطال المصارعة

## بطولاته وإنجازاته
أبسولت أنتينسي ريسلنغ
- بطولة ALW

فلوريدا شامبيون شيب ريسلنغ
- بطولة أف سي دبليو للفرق الثنائة (مرة واحدة) مع جوني كورتس

برو ريسلنغ لوستارتيد
- صنفته الPWL في المركز #50 من أصل 500 مصارع لعام 2014

توتال نانستوب أكشن ريسلنغ
- بطولة تي ان أي للوزن الثقيل (مرة واحدة والحالي)

## روابط خارجية
- إيثان كارتر الثالث على موقع IMDb (الإنجليزية)
- إيثان كارتر الثالث على موقع قاعدة بيانات الفيلم (الإنجليزية)
- إيثان كارتر الثالث على موقع دبليو دبليو إي (الإنجليزية)
- إيثان كارتر الثالث على موقع WrestlingData.com (الإنجليزية)
- إيثان كارتر الثالث على موقع CageMatch worker (الإنجليزية)
- إيثان كارتر الثالث على موقع قاعدة بيانات المصارعة على الإنترنت (الإنجليزية)
- إيثان كارتر الثالث على موقع عالم المصارعة على الإنترنت (الإنجليزية)
- إيثان كارتر الثالث على موقع عالم المصارعة على الإنترنت (الإنجليزية)